# Cucina teorico-pratica
La Cucina teorico-pratica, con il relativo riposto e alcune nozioni di scalcare, è un compendio di cucina tradizionale napoletana, arricchito da ricette di ispirazione francese, di Ippolito Cavalcanti.
La presenza di ricette francesi è dovuta al fatto che nella prima metà dell'Ottocento la cucina francese era molto presente sulle tavole dell'aristocrazia e dell'alta borghesia, pubblico per il quale era pensato il libro in prima edizione, pubblicata a Napoli dall'editore Luigi Marotta nel 1837. Il libro fu ampliato nella seconda edizione del 1839 con un'appendice intitolata Cusina casarinola co la lengua napolitana (Cucina casareccia in lingua napoletana): l'inclusione di ricette popolari trascritte in napoletano suggerisce l'intenzione di Cavalcanti di raggiungere un pubblico più ampio.
Il testo, che contò dieci edizioni (l'ultima nel 1877), veniva continuamente aggiornato e ampliato dall'autore.
Cavalcanti valorizza la cucina locale, ponendola su un piano di parità rispetto all'ideale di una cucina nazionale e al modello francese, piuttosto che in una posizione di inferiorità.